# Березовская, Екатерина Владимировна
Екатери́на Влади́мировна Березо́вская (род. 4 февраля 1990, Москва) — российская журналистка, корреспондентка и телеведущая.

## Биография
Родилась 4 февраля 1990 года в городе Москве. Дед — военный моряк.
Училась в Измайловской гимназии (№ 1508). В 2012 году окончила МГИМО (факультет международной журналистики).
Во время учёбы с 2010 по 2011 год работала корреспондентом в информационной службе телеканала «РЕН ТВ», с декабря 2011 по январь 2014 года — на «России-24». С января 2014 по июнь 2016 года — корреспондент «Первого канала» российского телевидения. С августа по декабрь 2016 года вела утренние выпуски новостей (понедельно с Юрием Липатовым).
23 января 2017 года Березовская стала ведущей новостных выпусков в 9:00, 10:00, 12:00 и 15:00. 8 июля 2017 года она вела внеплановый выпуск новостей в связи с участием Владимира Путина на саммите G20 в Гамбурге.
Соавтор документального фильма «Болезни высших достижений» (режиссёр: Андрей Кравченко), посвящённого проблематике допинга в мировом спорте.
С марта 2020 года стала ведущей программы «Время».
В 2021 году — ведущая программы «Прямая линия с Владимиром Путиным».
Комментировала инаугурацию Президента Российской Федерации 7 мая 2024 года (в паре с Эрнестом Мацкявичюсом) в прямом эфире «Первого канала», «России-1», НТВ и т. д.

## Личная жизнь
Муж (с июля 2014 года) — Константин Панюшкин, корреспондент «Первого канала» (с июля 2016 года), входящий в «кремлёвский пул». Ранее работал на каналах «Россия-24» (с января 2013 по январь 2014 года) и НТВ (программа «Центральное телевидение», с февраля 2014 по июль 2016 года).

## Санкции
15 января 2023 года, из-за вторжения России на Украину, внесена в санкционный список Украины, так как «она распространяет в своих программах кремлёвскую пропаганду, чтобы оправдать действия России, которые подрывают и угрожают территориальной целостности, суверенитету и независимости Украины». Предполагается блокировка активов на территории страны, приостановка выполнения экономических и финансовых обязательств, прекращение культурных обменов и сотрудничества, лишение украинских госнаград.
Ранее Березовская, как пропагандист, была включена в список коррупционеров и разжигателей войны, составленный ФБК.